# Breuil-Bois-Robert
Breuil-Bois-Robert (BBR) este o comună franceză situată în departamentul Yvelines din regiunea Île-de-France.

## Geografie

### Locație
Situată la cinci kilometri sud de Mantes-la-Jolie, comuna Breuil-Bois-Robert se întinde în parte pe versantul estic al văii Vaucouleurs și în restul pe platoul Mantois, la aproximativ 130 de metri altitudine.

### Comune limitrofe
Comunele învecinate sunt Vert și Auffreville-Brasseuil la vest, Mantes-la-Ville la nord, Guerville la est și Villette și Arnouville-lès-Mantes la sud.

### Căi de comunicație și transport
Comuna este traversată de drumul departamental D 65, care leagă Mantes-la-Jolie de Thoiry.
Comuna este deservită de linia 78 a rețelei de autobuze Île-de-France Ouest și de linia M a rețelei de autobuze din Mantois.

### Clima
În 2010, clima comunei era de tip oceanic al câmpiilor din Centru și de Nord, conform unui studiu a CNRS care se baza pe o serie de date care acoperă perioada 1971-2000. În 2020, Météo-France a publicat o tipologie a climei din Franța metropolitană în care comuna este expusă la un climat oceanic și se încadrează în regiunea climatică sud-vestică a bazinului parizian, caracterizată prin precipitații scăzute, în special în primăvară (120 până la 150 mm) și un iarnă rece (3,5 °C).
Pentru perioada 1971-2000, temperatura medie anuală este de 10,3 °C, cu o amplitudine termică anuală de 13,7 °C. Cantitatea medie anuală de precipitații este de 685 mm, cu 11,5 zile de precipitații în ianuarie și 7,9 zile în iulie. Pentru perioada 1991-2020, temperatura medie anuală observată la stația meteorologică cea mai apropiată, situată în comuna Magnanville la 4 km distanță în linie dreaptă, este de 11,6 °C, iar cantitatea medie anuală de precipitații este de 641,5 mm. Pentru viitor, parametrii climatici estimati pentru comuna Bonnières-sur-Seine pentru anul 2050, conform diferitelor scenarii de emisii de gaze cu efect de seră, pot fi consultati pe un site dedicat publicat de Météo-France în noiembrie 2022.
| Date climatice pentru Mantes-la-Ville                                                  | Date climatice pentru Mantes-la-Ville | Date climatice pentru Mantes-la-Ville | Date climatice pentru Mantes-la-Ville | Date climatice pentru Mantes-la-Ville | Date climatice pentru Mantes-la-Ville | Date climatice pentru Mantes-la-Ville | Date climatice pentru Mantes-la-Ville | Date climatice pentru Mantes-la-Ville | Date climatice pentru Mantes-la-Ville | Date climatice pentru Mantes-la-Ville | Date climatice pentru Mantes-la-Ville | Date climatice pentru Mantes-la-Ville | Date climatice pentru Mantes-la-Ville |
| Luna                                                                                   | Ian                                   | Feb                                   | Mar                                   | Apr                                   | Mai                                   | Iun                                   | Iul                                   | Aug                                   | Sep                                   | Oct                                   | Nov                                   | Dec                                   | Anual                                 |
| -------------------------------------------------------------------------------------- | ------------------------------------- | ------------------------------------- | ------------------------------------- | ------------------------------------- | ------------------------------------- | ------------------------------------- | ------------------------------------- | ------------------------------------- | ------------------------------------- | ------------------------------------- | ------------------------------------- | ------------------------------------- | ------------------------------------- |
| Maxima medie °C (°F)                                                                   | 6.8 (44,2)                            | 8.4 (47,1)                            | 12.1 (53,8)                           | 15.8 (60,4)                           | 19.1 (66,4)                           | 22.8 (73)                             | 25.5 (77,9)                           | 25.3 (77,5)                           | 21.4 (70,5)                           | 16.5 (61,7)                           | 10.7 (51,3)                           | 7.2 (45)                              | 16,0 (60,8)                           |
| Minima medie °C (°F)                                                                   | 1.7 (35,1)                            | 1.8 (35,2)                            | 3.6 (38,5)                            | 5.5 (41,9)                            | 8.6 (47,5)                            | 11.6 (52,9)                           | 13.4 (56,1)                           | 13.6 (56,5)                           | 10.9 (51,6)                           | 8.6 (47,5)                            | 4.8 (40,6)                            | 2.3 (36,1)                            | 7,2 (45)                              |
| Minima istorică °C (°F)                                                                | −12.7 (9,1)                           | −12.3 (9,9)                           | −8.5 (16,7)                           | −3.2 (26,2)                           | −0.7 (30,7)                           | 3.3 (37,9)                            | 6.6 (43,9)                            | 5.8 (42,4)                            | 2.4 (36,3)                            | −3.5 (25,7)                           | −8.2 (17,2)                           | −10.1 (13,8)                          | −12,7 (9,1)                           |
| Precipitații mm (inches)                                                               | 48.5 (1.909)                          | 47.7 (1.878)                          | 48.4 (1.906)                          | 42.5 (1.673)                          | 62.1 (2.445)                          | 53.9 (2.122)                          | 51.5 (2.028)                          | 56.5 (2.224)                          | 40.9 (1.61)                           | 65.3 (2.571)                          | 57.0 (2.244)                          | 67.2 (2.646)                          | 641,5 (25,256)                        |
| Sursă: fr „FICHE CLIMATOLOGIQUE MAGNANVILLE (78)” (PDF). meteofrance.fr. Météo-France. |                                       |                                       |                                       |                                       |                                       |                                       |                                       |                                       |                                       |                                       |                                       |                                       |                                       |

### Tipologie
Rolleboise este o comună urbană, deoarece face parte din comunele dense sau cu densitate intermediară, conform grilei comunale de densitate a INSEE (Institutul Național de Statistică și Studii Economice).
De asemenea, comuna face parte din zona metropolitană a Parisului, fiind o comună din coroana metropolitană. Această zonă cuprinde 1.929 de comune.

### Utilizarea terenului simplificată
Teritoriul comunei era alcătuit în 2017 din 84,91% suprafețe agricole, forestiere și naturale, 5,99% spații deschise artificiale și 9,09% spații construite.

## Toponimie
Breuil-Bois-Robert rezultă din fuziunea a două comune Breuil și Bois-Robert-et-Labrosse, realizată în 1868.
Numele localității este atestat sub formele Brogilum, Braolet și de Brogilo la începutul secolului al IX-lea.
Derivat din cuvântul galic „brogilos”, cuvântul bas-latin „brogilus” are sensul de „mică pădure încercuită”; „Brogilo” („pădure care servește ca rezervație de vânătoare pentru șeful satului”).
În ceea ce privește numele Bois-Robert, acesta desemnează pur și simplu o parte din pădurea care aparține unui senior numit Robert.

## Administrație

### Organe administrative și judiciare
Comuna Breuil-Bois-Robert este parte din cantonul Bonnières-sur-Seine și este afiliată la comunitatea urbană Grand Paris Seine et Oise.
În ceea ce privește aspectul electoral, comuna este asociată cu a noua circumscripție electorală din Yvelines, o circumscripție cu dominanță rurală în nord-vestul departamentului Yvelines.
Pe plan judiciar, Rolleboise face parte din jurisdicția instanței din Mantes-la-Jolie și, ca toate comunele din Yvelines, se supune tribunalului judiciar și tribunalului comercial din Versailles.

## Populația și societatea

### Date demografice

#### Evoluția demografică
Evoluția numărului de locuitori este cunoscută prin recensămintele populației efectuate în comuna respectivă începând din 1793. Pentru comunele cu mai puțin de 10 000 de locuitori, un recensământ al întregii populații este realizat la fiecare cinci ani, populațiile legale pentru anii intermediari fiind estimate prin interpolare sau extrapolare. Pentru comuna respectivă, primul recensământ exhaustiv în cadrul noului dispozitiv a fost realizat în 2004.
În 2021, comuna număra 763 locuitori, în creștere cu 5,53% față de 2015 (Yvelines: +2,04%, Franța fără Mayotte: +1,84%).
| An        | 1793 | 1821 | 1841 | 1856 | 1872 | 1886 | 1901 | 1921 | 1936 | 1962 | 1982 | 2006 | 2013 | 2021 |
| --------- | ---- | ---- | ---- | ---- | ---- | ---- | ---- | ---- | ---- | ---- | ---- | ---- | ---- | ---- |
| Populație | 260  | 234  | 216  | 223  | 302  | 277  | 253  | 188  | 224  | 315  | 497  | 696  | 721  | 763  |

#### Piramida vârstei
În 2018, procentul persoanelor cu vârsta sub 30 de ani era de 33,6 %, sub media departamentală de 38,0 %. În schimb, procentul persoanelor cu vârsta peste 60 de ani era de 24,1 % în același an, comparativ cu 21,7 % la nivel departamental.
În 2018, comuna avea 351 de bărbați și 390 de femei, reprezentând un procent de 52,63 % femei, ușor mai mare decât procentul departamental de 51,32 %.

## Cultura și patrimoniul local

### Locuri si monumente

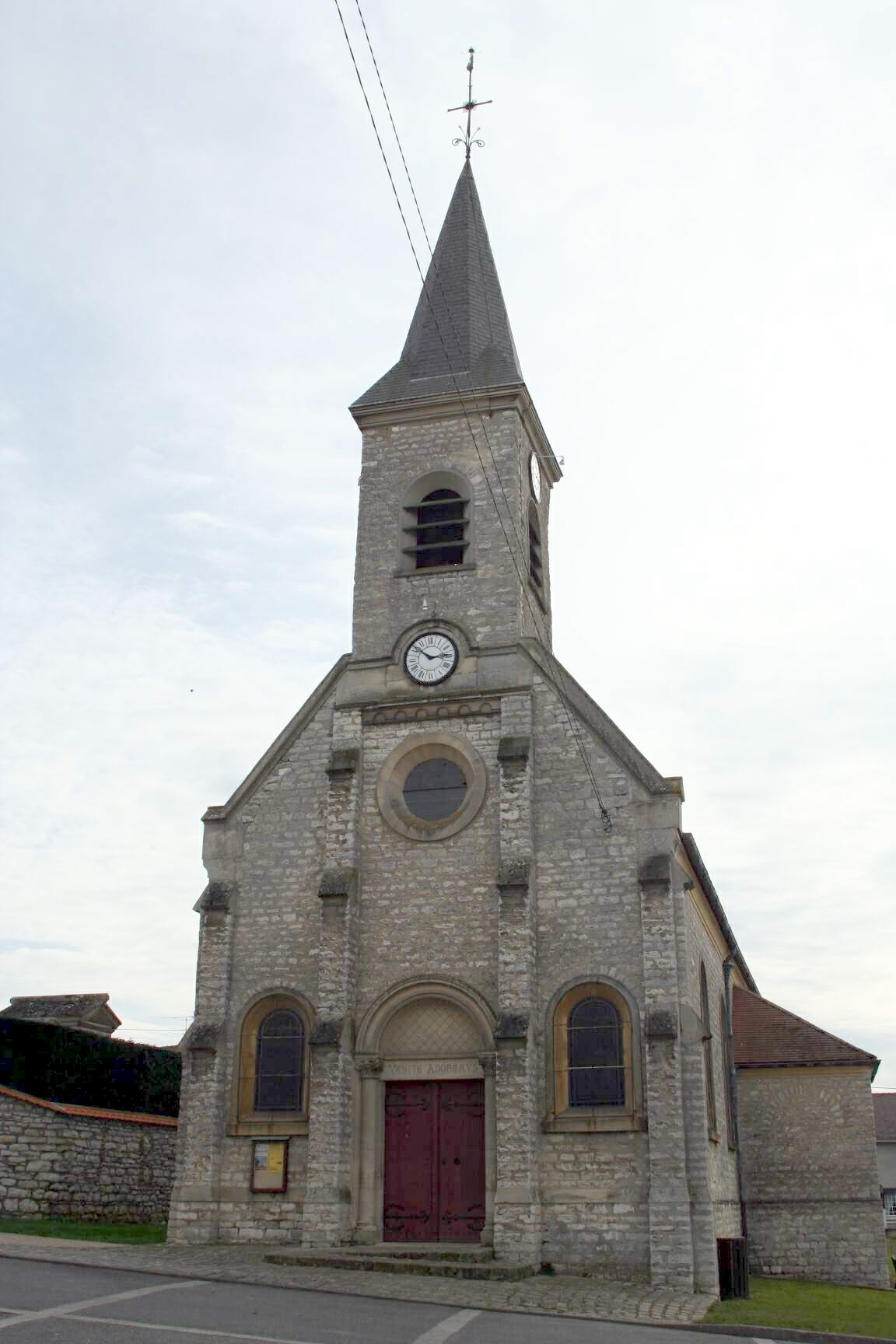
Biserica Saint-Gilles.

- Biserica Saint-Gilles: construită din piatră în anii 1890 pe locul vechii biserici, demolată în 1888.

### Heraldică
|  | Breuil-Bois-Robert - De aur, cu o bandă de verde încărcată cu trei trandafiri de argint, însoțită în partea de sus de un copac în culorile naturale și în partea de jos de o căprioară culcată, privind în aceeași direcție. |